# Cassaignes
Cassaignes – miejscowość i gmina we Francji, w regionie Oksytania, w departamencie Aude.
Według danych na rok 1990 gminę zamieszkiwały 44 osoby, a gęstość zaludnienia wynosiła 12 osób/km² (wśród 1545 gmin Langwedocji-Roussillon Cassaignes plasuje się na 856. miejscu pod względem liczby ludności, natomiast pod względem powierzchni na miejscu 1063.).